# United States Coast Guard Academy
United States Coast Guard Academy (förkortning: USCGA) är den officershögskola belägen i New London, Connecticut som tillhör USA:s kustbevakning och som merparten av dess officerare har avlagt grundexamen och erhållit officersfullmakt igenom.

## Bakgrund
Lärosätet grundades 1876 som United States Revenue Cutter Service School of Instruction och var ursprungligen beläget i New Bedford, Massachusetts. 1910 flyttades det till Baltimore och 1915 till New England, närmare bestämt Fort Trumbull utanför New London.
Campusområdet som fortfarande används förvärvades 1930. USA:s finansminister Andrew W. Mellon lade grundstenen 1931 och de första kadetterna flyttade dit under 1932.
USCGA öppnades för manliga afroamerikaner 1962 (dvs 1966 års avgångsklass). De första kvinnliga kadetterna påbörjade utbildningen 1976 (dvs 1980 års avgångsklass).
2011 fick USCGA sin första kvinnliga rektor med konteramiral Sandra Stosz (alumn från 1982 års avgångsklass).

## Syfte
Utbildningen leder till 4-årig Bachelor of Science inom nio olika huvudämnen. Utbildningen är avgiftsfri (värdet motsvarar cirka $250 000). Kadetter som tar examen är skyldiga att tjänstgöra 5 år i kustbevakningen eller i någon annan av USA:s väpnade styrkor; de som hoppar av från utbildningen blir återbetalningsskyldiga restvärdet eller kan tvingas ta värvning som menig eller underbefäl. Ungefär 200 kadetter tar examen årligen, varav 65 procent har någon form av naturvetenskap som huvudämne.
Utbildningen är primärt öppen för amerikanska medborgare mellan 17 och 22 år med avgångsbetyg från high school (eller motsvarande), singel utan barn samt med "sound moral character". Till skillnad från andra motsvarande federala officershögskolor i USA krävs inget rekommendationsbrev från antingen kongressledamot, vicepresidenten eller presidenten för antagning.
36 utbildningsplatser är dessutom öppna för studenter från utlandet; utländska ansökningar går genom försvarsattachén på den amerikanska ambassaden i hemlandet.

## Kadettkåren
Kadettkåren (engelska: Corps of Cadets) är organiserad som ett regemente, bestående av 8 kompanier med 120 kadetter vardera. Kadetterna bär uniform och lever i logement på campusområdet.

## Bildgalleri

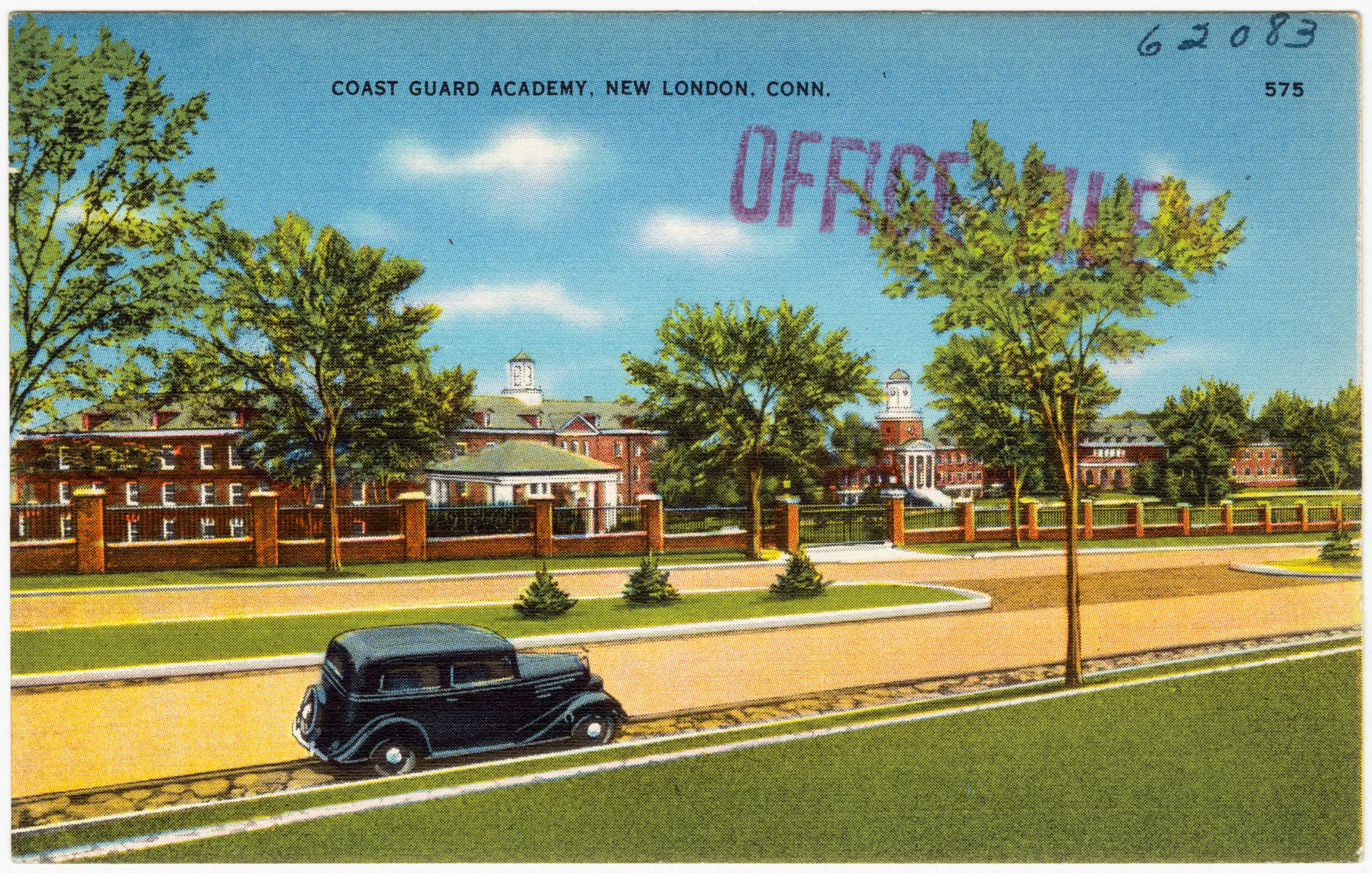
Campusområdet på vykort från 1950.
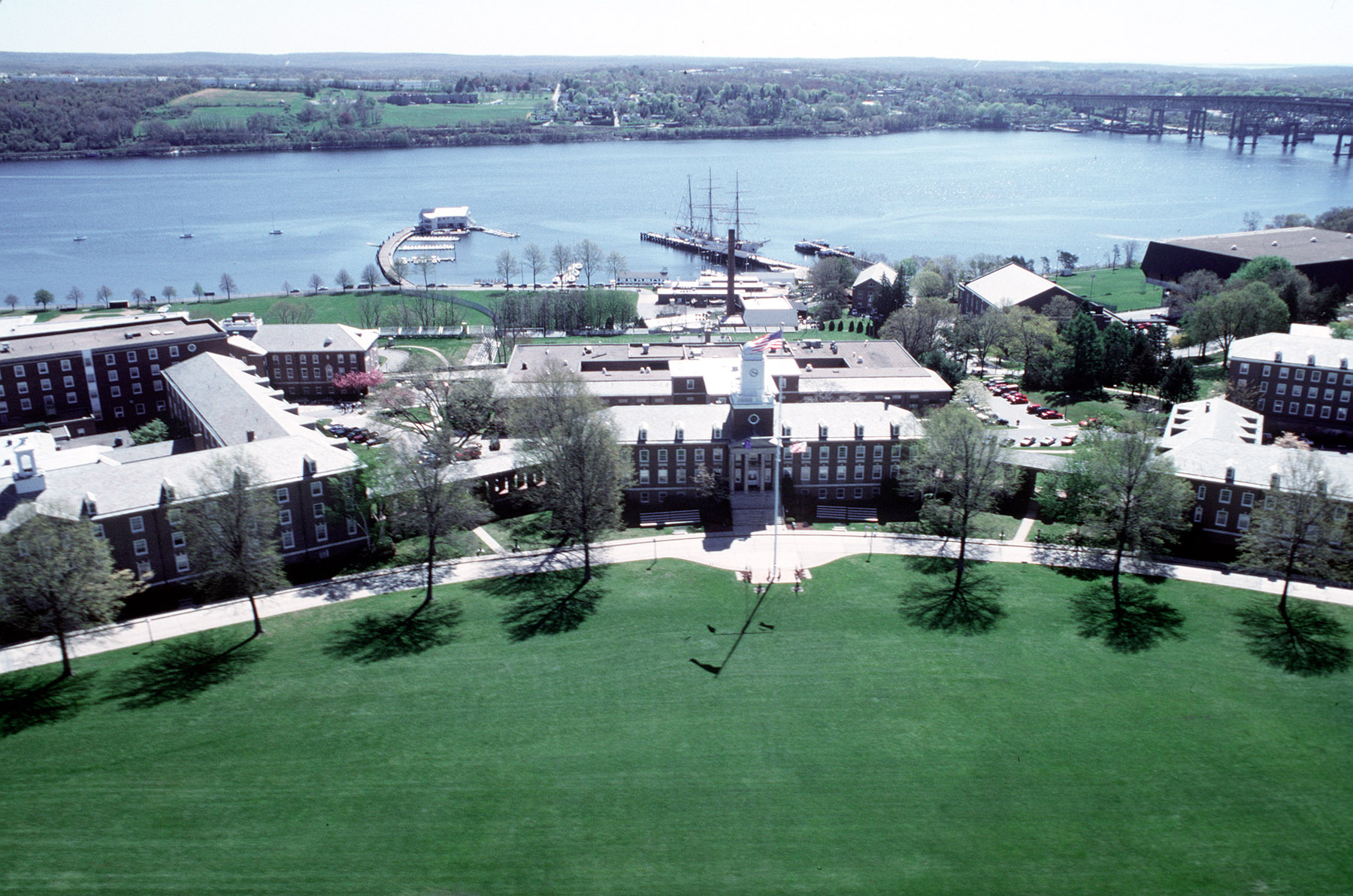
Campusområdet i New London med barkskeppet Eagle i bakgrunden.
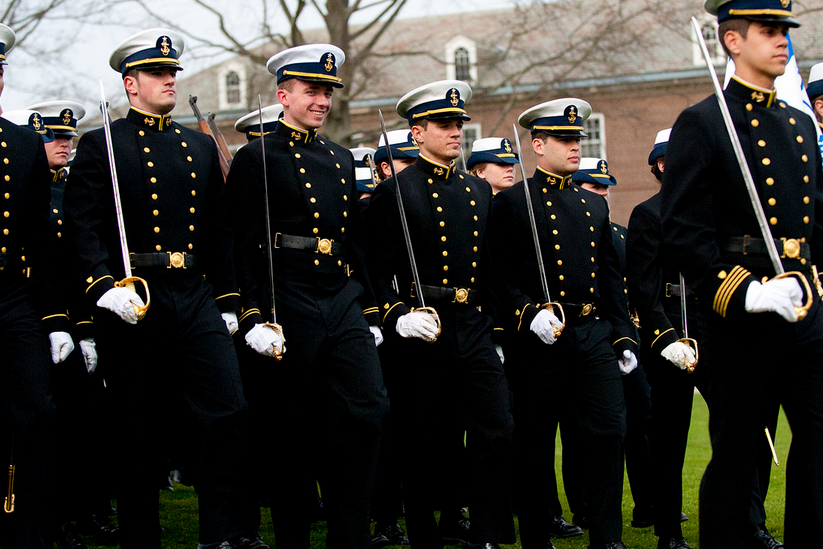
Kadetter i paraduniniform.
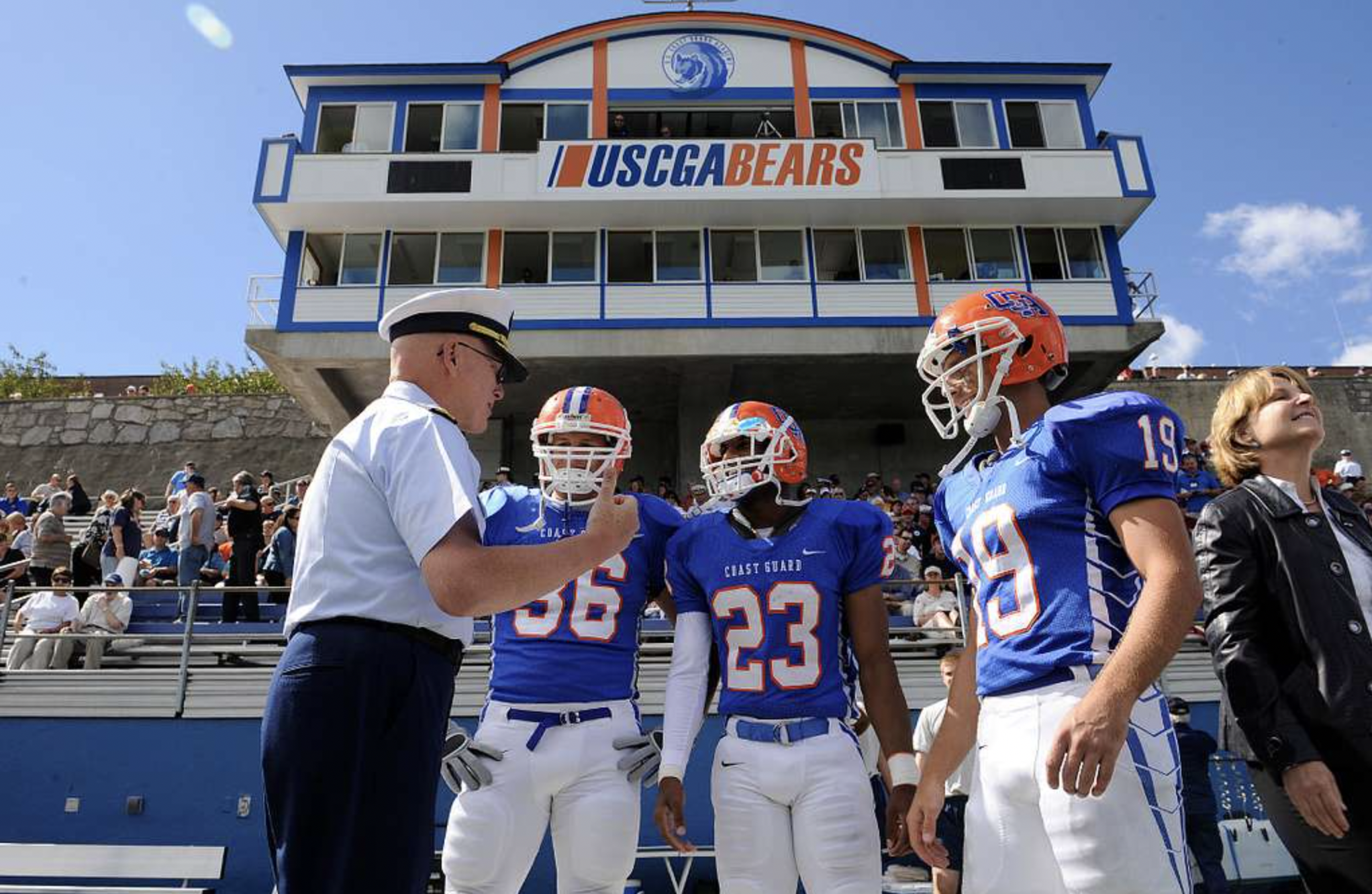
Spelare i fotbollslaget Coast Guard Bears samtalar med kustbevakningens kommendant amiral Robert Papp inför match mot rivalerna från Merchant Marine Academy i september 2010.